# Flaga rejonu soligorskiego

Flaga rejonu soligorskiego i miasta Soligorsk

Flaga rejonu soligorskiego – flaga rejonu soligorskiego i miasta Soligorsk

## Wygląd
Flaga miasta Soligorsk i rejonu soligorskiego reprezentuje prostokątny arkusz o proporcji 1:2, składający się z dwóch równych pasów poziomych: górnej - żółtej, i dolnej - czerwonej. W środku flagi znajduje się wizerunek herbu Soligorska i rejonu soligorskiego.

## Historia
Flaga została zatwierdzona dekretem nr 564 ustanowionym przez Prezydenta Białorusi Aleksandra Łukaszenki  dnia 1 grudnia 2011 r. "W sprawie ustanowienia oficjalnych heraldycznych symboli jednostek administracyjno-terytorialnych obwodu mińskiego"